# Saison 2016-2017 des Canadiens de Montréal
Autres saisons
Saison précédente Saison suivante
La saison 2016-2017 est la cent-septième saison de hockey sur glace jouée par les Canadiens de Montréal dans la Ligue nationale de hockey.

## Saison régulière

### Classement
| Clt   | Équipe                 | PJ | V  | D  | DP | BP  | BC  | Pts |
| ----- | ---------------------- | -- | -- | -- | -- | --- | --- | --- |
| +001, | Canadiens de Montréal  | 82 | 47 | 26 | 9  | 226 | 200 | 103 |
| +002, | Sénateurs d'Ottawa     | 82 | 44 | 28 | 10 | 212 | 214 | 98  |
| +003, | Bruins de Boston       | 82 | 44 | 31 | 7  | 234 | 212 | 95  |
| +004, | Maple Leafs de Toronto | 82 | 40 | 27 | 15 | 251 | 242 | 95  |
| +005, | Lightning de Tampa Bay | 82 | 42 | 30 | 10 | 234 | 227 | 94  |
| +006, | Panthers de la Floride | 82 | 35 | 36 | 11 | 210 | 237 | 81  |
| +007, | Red Wings de Détroit   | 82 | 33 | 36 | 13 | 207 | 244 | 79  |
| +008, | Sabres de Buffalo      | 82 | 33 | 37 | 12 | 201 | 237 | 78  |

- En gras : vainqueur de division
- En italique : qualifié pour les séries

### Match après match
Ce tableau reprend les résultats de l'équipe au cours de la saison, les buts marqués par les Canadiens étant inscrits en premier.
| No | Date        | Résultat                | Adversaire                | Lieu         | Score | Bilan (V-D-N) | Pts |
| -- | ----------- | ----------------------- | ------------------------- | ------------ | ----- | ------------- | --- |
| 1  | 13 octobre  | victoire                | Sabres de Buffalo         | Buffalo      | 4-1   | 1-0-0         | 2   |
| 2  | 15 octobre  | défaite en fusillade    | Sénateurs d'Ottawa        | Ottawa       | 3-4   | 1-0-1         | 3   |
| 3  | 18 octobre  | victoire                | Penguins de Pittsburgh    | Montréal     | 4-0   | 2-0-1         | 5   |
| 4  | 20 octobre  | victoire                | Coyotes de l'Arizona      | Montréal     | 5-2   | 3-0-1         | 7   |
| 5  | 22 octobre  | victoire                | Bruins de Boston          | Boston       | 4-2   | 4-0-1         | 9   |
| 6  | 24 octobre  | victoire                | Flyers de Philadelphie    | Montréal     | 3-1   | 5-0-1         | 11  |
| 7  | 26 octobre  | victoire                | Islanders de New York     | New York     | 3-2   | 6-0-1         | 13  |
| 8  | 27 octobre  | victoire                | Lightning de Tampa Bay    | Montréal     | 3-1   | 7-0-1         | 15  |
| 9  | 29 octobre  | victoire                | Maple Leafs de Toronto    | Montréal     | 2-1   | 8-0-1         | 17  |
| 10 | 2 novembre  | victoire                | Canucks de Vancouver      | Montréal     | 3-0   | 9-0-1         | 19  |
| 11 | 4 novembre  | défaite                 | Blue Jackets de Columbus  | Columbus     | 0-10  | 9-1-1         | 19  |
| 12 | 5 novembre  | victoire                | Flyers de Philadelphie    | Montréal     | 5-4   | 10-1-1        | 21  |
| 13 | 8 novembre  | victoire                | Bruins de Boston          | Montréal     | 3-2   | 11-1-1        | 23  |
| 14 | 10 novembre | victoire                | Kings de Los Angeles      | Montréal     | 4-1   | 12-1-1        | 25  |
| 15 | 12 novembre | victoire                | Red Wings de Détroit      | Montréal     | 5-0   | 13-1-1        | 27  |
| 16 | 13 novembre | défaite                 | Blackhawks de Chicago     | Chicago      | 2-3   | 13-2-1        | 27  |
| 17 | 15 novembre | défaite en prolongation | Panthers de la Floride    | Montréal     | 3-4   | 13-2-2        | 28  |
| 18 | 18 novembre | défaite                 | Hurricanes de la Caroline | Caroline     | 2-3   | 13-3-2        | 28  |
| 19 | 19 novembre | victoire                | Maple Leafs de Toronto    | Montréal     | 2-1   | 14-3-2        | 30  |
| 20 | 22 novembre | défaite                 | Sénateurs d'Ottawa        | Montréal     | 3-4   | 14-4-2        | 30  |
| 21 | 24 novembre | victoire                | Hurricanes de la Caroline | Montréal     | 2-1   | 15-4-2        | 32  |
| 22 | 26 novembre | victoire                | Red Wings de Détroit      | Détroit      | 2-1   | 16-4-2        | 34  |
| 23 | 29 novembre | défaite                 | Ducks d'Anaheim           | Anaheim      | 1-2   | 16-5-2        | 34  |
| 24 | 2 décembre  | défaite                 | Sharks de San Jose        | San Jose     | 1-2   | 16-6-2        | 34  |
| 25 | 4 décembre  | victoire                | Kings de Los Angeles      | Los Angeles  | 5-4   | 17-6-2        | 36  |
| 26 | 6 décembre  | défaite en prolongation | Blues de St-Louis         | St-Louis     | 2-3   | 17-6-3        | 37  |
| 27 | 8 décembre  | victoire                | Devils du New Jersey      | New Jersey   | 5-2   | 18-6-3        | 39  |
| 28 | 10 décembre | victoire                | Avalanche du Colorado     | Montréal     | 10-1  | 19-6-3        | 41  |
| 29 | 12 décembre | défaite en prolongation | Bruins de Boston          | Montréal     | 1-2   | 19-6-4        | 42  |
| 30 | 16 décembre | défaite                 | Sharks de San Jose        | Montréal     | 2-4   | 19-7-4        | 42  |
| 31 | 17 décembre | victoire                | Capitals de Washington    | Washington   | 2-1   | 20-7-4        | 44  |
| 32 | 20 décembre | victoire                | Ducks d'Anaheim           | Montréal     | 5-1   | 21-7-4        | 46  |
| 33 | 22 décembre | défaite                 | Wild du Minnesota         | Montréal     | 2-4   | 21-8-4        | 46  |
| 34 | 23 décembre | défaite                 | Blue Jackets de Columbus  | Columbus     | 1-2   | 21-9-4        | 46  |
| 35 | 28 décembre | défaite en prolongation | Lightning de Tampa Bay    | Tampa Bay    | 3-4   | 21-9-5        | 47  |
| 36 | 29 décembre | victoire                | Panthers de la Floride    | Floride      | 3-2   | 22-9-5        | 49  |
| 37 | 31 décembre | défaite en prolongation | Penguins de Pittsburgh    | Pittsburgh   | 3-4   | 22-9-6        | 50  |
| 38 | 3 janvier   | victoire                | Prédateurs de Nashville   | Nashville    | 2-1   | 23-9-6        | 52  |
| 39 | 4 janvier   | victoire                | Stars de Dallas           | Dallas       | 4-3   | 24-9-6        | 54  |
| 40 | 7 janvier   | victoire                | Maple Leafs de Toronto    | Toronto      | 5-3   | 25-9-6        | 56  |
| 41 | 9 janvier   | défaite                 | Capitals de Washington    | Montréal     | 1-4   | 25-10-6       | 56  |
| 42 | 11 janvier  | victoire                | Jets de Winnipeg          | Winnipeg     | 7-4   | 26-10-6       | 58  |
| 43 | 12 janvier  | défaite                 | Wild du Minnesota         | Minnesota    | 1-7   | 26-11-6       | 58  |
| 44 | 14 janvier  | victoire                | Rangers de New York       | Montréal     | 5-4   | 27-11-6       | 60  |
| 45 | 16 janvier  | défaite                 | Red Wings de Détroit      | Détroit      | 0-1   | 27-12-6       | 60  |
| 46 | 18 janvier  | défaite                 | Penguins de Pittsburgh    | Montréal     | 1-4   | 27-13-6       | 60  |
| 47 | 20 janvier  | victoire                | Devils du New Jersey      | New Jersey   | 3-1   | 28-13-6       | 62  |
| 48 | 21 janvier  | défaite en prolongation | Sabres de Buffalo         | Montréal     | 2-3   | 28-13-7       | 63  |
| 49 | 24 janvier  | victoire                | Flames de Calgary         | Montréal     | 5-1   | 29-13-7       | 65  |
| 50 | 26 janvier  | défaite                 | Islanders de New York     | New York     | 1-3   | 29-14-7       | 65  |
| 51 | 31 janvier  | victoire                | Sabres de Buffalo         | Montréal     | 5-2   | 30-14-7       | 67  |
| 52 | 2 février   | défaite                 | Flyers de Philadelphie    | Philadelphie | 1-3   | 30-15-7       | 67  |
| 53 | 4 février   | défaite                 | Capitals de Washington    | Montréal     | 2-3   | 30-16-7       | 67  |
| 54 | 5 février   | défaite en fusillade    | Oilers d'Edmonton         | Montréal     | 0-1   | 30-16-8       | 68  |
| 55 | 7 février   | défaite                 | Avalanche du Colorado     | Colorado     | 0-4   | 30-17-8       | 68  |
| 56 | 9 février   | victoire                | Coyotes d'Arizona         | Arizona      | 5-4   | 31-17-8       | 70  |
| 57 | 11 février  | défaite                 | Blues de St-Louis         | Montréal     | 2-4   | 31-18-8       | 70  |
| 58 | 12 février  | défaite                 | Bruins de Boston          | Boston       | 0-4   | 31-19-8       | 70  |
| 59 | 18 février  | défaite                 | Jets de Winnipeg          | Montréal     | 1-3   | 31-20-8       | 70  |
| 60 | 21 février  | victoire                | Rangers de New York       | New York     | 3-2   | 32-20-8       | 72  |
| 61 | 23 février  | défaite                 | Islanders de New York     | Montréal     | 0-3   | 32-21-8       | 72  |
| 62 | 25 février  | victoire                | Maple Leafs de Toronto    | Toronto      | 3-2   | 33-21-8       | 74  |
| 63 | 27 février  | victoire                | Devils du New Jersey      | New Jersey   | 4-3   | 34-21-8       | 76  |
| 64 | 28 février  | victoire                | Blue Jackets de Colombus  | Montréal     | 1-0   | 35-21-8       | 78  |
| 65 | 2 mars      | victoire                | Prédateurs de Nashville   | Montréal     | 2-1   | 36-21-8       | 80  |
| 66 | 4 mars      | victoire                | Rangers de New York       | New York     | 4-1   | 37-21-8       | 82  |
| 67 | 7 mars      | victoire                | Canucks de Vancouver      | Vancouver    | 2-1   | 38-21-8       | 84  |
| 68 | 9 mars      | défaite                 | Flames de Calgary         | Calgary      | 0-5   | 38-22-8       | 84  |
| 69 | 12 mars     | victoire                | Oilers d'Edmonton         | Edmonton     | 4-1   | 39-22-8       | 86  |
| 70 | 14 mars     | défaite                 | Blackhawks de Chicago     | Montréal     | 2-4   | 39-23-8       | 86  |
| 71 | 18 mars     | victoire                | Sénateurs d'Ottawa        | Ottawa       | 4-3   | 40-23-8       | 88  |
| 72 | 19 mars     | victoire                | Sénateurs d'Ottawa        | Montréal     | 4-1   | 41-23-8       | 90  |
| 73 | 21 mars     | défaite en prolongation | Red Wings de Détroit      | Montréal     | 1-2   | 41-23-9       | 91  |
| 74 | 23 mars     | défaite                 | Hurricanes de la Caroline | Montréal     | 1-4   | 41-24-9       | 91  |
| 75 | 25 mars     | victoire                | Sénateurs d'Ottawa        | Montréal     | 3-1   | 42-24-9       | 93  |
| 76 | 28 mars     | victoire                | Stars de Dallas           | Montréal     | 4-1   | 43-24-9       | 95  |
| 77 | 30 mars     | victoire                | Panthers de la Floride    | Montréal     | 6-2   | 44-24-9       | 97  |
| 78 | 1er avril   | victoire                | Lightning de Tampa Bay    | Tampa Bay    | 2-1   | 45-24-9       | 99  |
| 79 | 3 avril     | victoire                | Panthers de la Floride    | Floride      | 4-1   | 46-24-9       | 101 |
| 80 | 5 avril     | défaite                 | Sabres de Buffalo         | Buffalo      | 1-2   | 46-25-9       | 101 |
| 81 | 7 avril     | défaite                 | Lightning de Tampa Bay    | Montréal     | 2-4   | 46-26-9       | 101 |
| 82 | 8 avril     | victoire                | Red Wings de Détroit      | Détroit      | 3-2   | 47-26-9       | 103 |

- Victoire
- Défaite dans le temps réglementaire
- Défaite en prolongation ou en fusillade

### Statistiques
| Nom                  | Poste         | PJ | B  | A  | Pts | Pun |
| -------------------- | ------------- | -- | -- | -- | --- | --- |
| Max Pacioretty       | Ailier gauche | 81 | 35 | 32 | 67  | 38  |
| Aleksandr Radoulov   | Ailier droit  | 76 | 18 | 36 | 54  | 62  |
| Alex Galchenyuk      | Centre        | 61 | 17 | 27 | 44  | 24  |
| Paul Byron           | Ailier gauche | 81 | 22 | 21 | 43  | 29  |
| Shea Weber           | Défenseur     | 78 | 17 | 25 | 42  | 38  |
| Phillip Danault      | Centre        | 82 | 13 | 27 | 40  | 35  |
| Andrei Markov        | Défenseur     | 62 | 6  | 30 | 36  | 16  |
| Andrew Shaw          | Ailier droit  | 68 | 12 | 17 | 29  | 110 |
| Brendan Gallagher    | Ailier droit  | 64 | 10 | 19 | 29  | 39  |
| Artturi Lehkonen     | Ailier gauche | 73 | 18 | 10 | 28  | 8   |
| Tomas Plekanec       | Centre        | 78 | 10 | 18 | 28  | 24  |
| Jeff Petry           | Défenseur     | 80 | 8  | 20 | 28  | 22  |
| Nathan Beaulieu      | Défenseur     | 74 | 4  | 24 | 28  | 44  |
| Torrey Mitchell      | Centre        | 78 | 8  | 9  | 17  | 38  |
| Brian Flynn          | Défenseur     | 51 | 6  | 4  | 10  | 4   |
| David Desharnais     | Centre        | 31 | 4  | 6  | 10  | 6   |
| Alexei Emelin        | Défenseur     | 76 | 2  | 8  | 10  | 71  |
| Daniel Carr          | Ailier gauche | 33 | 2  | 7  | 9   | 6   |
| Sven Andrighetto     | Ailier droit  | 27 | 2  | 6  | 8   | 4   |
| Greg Pateryn         | Défenseur     | 24 | 1  | 5  | 6   | 4   |
| Nikita Nesterov      | Défenseur     | 13 | 1  | 4  | 5   | 4   |
| Michael McCarron     | Ailier droit  | 31 | 1  | 4  | 5   | 41  |
| Zach Redmond         | Défenseur     | 16 | 0  | 5  | 5   | 2   |
| Chris Terry          | Ailier gauche | 14 | 2  | 2  | 4   | 4   |
| Mark Barberio        | Défenseur     | 26 | 0  | 4  | 4   | 10  |
| Jordie Benn          | Défenseur     | 13 | 2  | 0  | 2   | 4   |
| Charles Simard-Hudon | Ailier gauche | 3  | 0  | 2  | 2   | 2   |
| Brandon Davidson     | Défenseur     | 10 | 0  | 2  | 2   | 4   |
| Al Montoya           | Gardien       | 19 | 0  | 2  | 2   | 2   |
| Nikita Chtcherbak    | Ailier droit  | 3  | 1  | 0  | 1   | 0   |
| Dwight King          | Ailier gauche | 17 | 1  | 0  | 1   | 2   |
| Steve Ott            | Centre        | 11 | 0  | 1  | 1   | 17  |
| Carey Price          | Gardien       | 62 | 0  | 1  | 1   | 4   |
| Charlie Lindgren     | Gardien       | 2  | 0  | 0  | 0   | 0   |
| Brett Lernout        | Défenseur     | 2  | 0  | 0  | 0   | 0   |
| Robert Farnham       | Ailier droit  | 3  | 0  | 0  | 0   | 17  |
| Mikhaïl Sergatchiov  | Défenseur     | 4  | 0  | 0  | 0   | 0   |
| Ryan Johnston        | Défenseur     | 7  | 0  | 0  | 0   | 4   |
| Joel Hanley          | Défenseur     | 7  | 0  | 0  | 0   | 4   |
| Andreas Martinsen    | Ailier gauche | 9  | 0  | 0  | 0   | 0   |
| Jacob de la Rose     | Centre        | 9  | 0  | 0  | 0   | 4   |

| Nom              | PJ | V  | D  | Pr. | Min  | BC  | Moy  | %Arr | Bl |
| ---------------- | -- | -- | -- | --- | ---- | --- | ---- | ---- | -- |
| Carey Price      | 62 | 37 | 20 | 5   | 3721 | 138 | 2,23 | 92,3 | 3  |
| Al Montoya       | 19 | 8  | 6  | 4   | 1132 | 50  | 2,67 | 91,2 | 2  |
| Charlie Lindgren | 2  | 2  | 0  | 0   | 122  | 3   | 1,48 | 94,9 | 0  |

## Séries éliminatoires

### Premier tour contre les Rangers de New York
| 12 avril | Montréal | 0-2 (0-1, 0-0, 0-1) | New York | Centre Bell 21 288 spectateurs |

| Feuille de match | Feuille de match | Feuille de match | Feuille de match                                                | Feuille de match                                                               |
| ---------------- | ---------------- | ---------------- | --------------------------------------------------------------- | ------------------------------------------------------------------------------ |
|                  | -                | 0-1 0-2          | Glass (Lindberg) — 9 min 50 s Grabner (Fast) — 58 min 50 s (CV) | Arbitrage : Ian Walsh Dan O'Halloran Juges de lignes : Derek Amell Trent Knorr |
| Price            | Gardiens         | Lundqvist        |                                                                 | Arbitrage : Ian Walsh Dan O'Halloran Juges de lignes : Derek Amell Trent Knorr |
| 8 min            | Pénalités        | 20 min           |                                                                 | Arbitrage : Ian Walsh Dan O'Halloran Juges de lignes : Derek Amell Trent Knorr |
| 31               | Tirs             | 31               |                                                                 | Arbitrage : Ian Walsh Dan O'Halloran Juges de lignes : Derek Amell Trent Knorr |

| 14 avril | Montréal | 4-3 (pr) (2-1, 0-2, 1-0, 1-0) | New York | Centre Bell 21 288 spectateurs |

| Feuille de match | Feuille de match | Feuille de match            | Feuille de match                                                                                          | Feuille de match                                                                   |
| ---------------- | --- | --------------------------- | --- | ---------------------------------------------------------------------------------- |
|                  | Petry (Danault, Radoulov) — 4 min 5 s - Byron (Gallagher, Plekanec) — 15 min 42 s - Plekanec (Radoulov, Galchenyuk) — 59 min 42 s Radoulov (Pacioretty, Weber) — 78 min 34 s | 1-0 1-1 2-1 2-2 2-3 3-3 4-3 | - Grabner — 13 min 48 s - Nash (Vesey, Holden) — 29 min 58 s Zuccarello (Smith, Stepan) — 34 min 47 s - - | Arbitrage : Brad Watson Trevor Hanson Juges de lignes : Brian Murphy Mark Shewchyk |
| Price            | Gardiens | Lundqvist                   | | Arbitrage : Brad Watson Trevor Hanson Juges de lignes : Brian Murphy Mark Shewchyk |
| 13 min           | Pénalités | 15 min                      | | Arbitrage : Brad Watson Trevor Hanson Juges de lignes : Brian Murphy Mark Shewchyk |
| 58               | Tirs | 38                          | | Arbitrage : Brad Watson Trevor Hanson Juges de lignes : Brian Murphy Mark Shewchyk |

| 16 avril | New York | 1-3 (0-0, 0-1, 1-2) | Montréal | Madison Square Garden 18 006 spectateurs |

| Feuille de match | Feuille de match                        | Feuille de match | Feuille de match | Feuille de match                                                                      |
| ---------------- | --------------------------------------- | ---------------- | --- | ------------------------------------------------------------------------------------- |
|                  | - Skjei (Klein, Zibanejad) — 57 min 4 s | 0-1 0-2 0-3 1-3  | Lehkonen (Gallagher, Plekanec) — 37 min 37 s (SN) Weber (Galchenyuk, Radoulov) — 47 min 2 s (SN) Radoulov (Danault) — 55 min 35 s - | Arbitrage : Jean Hebert Dan O'Rourke Juges de lignes : Scott Driscoll Matt MacPherson |
| Lundqvist        | Gardiens                                | Price            | | Arbitrage : Jean Hebert Dan O'Rourke Juges de lignes : Scott Driscoll Matt MacPherson |
| 6 min            | Pénalités                               | 6 min            | | Arbitrage : Jean Hebert Dan O'Rourke Juges de lignes : Scott Driscoll Matt MacPherson |
| 21               | Tirs                                    | 29               | | Arbitrage : Jean Hebert Dan O'Rourke Juges de lignes : Scott Driscoll Matt MacPherson |

| 18 avril | New York | 2-1 (1-1, 1-0, 0-0) | Montréal | Madison Square Garden 18 006 spectateurs |

| Feuille de match | Feuille de match                                   | Feuille de match | Feuille de match                             | Feuille de match                                                                       |
| ---------------- | -------------------------------------------------- | ---------------- | -------------------------------------------- | -------------------------------------------------------------------------------------- |
|                  | Fast — 11 min 39 s - Nash (McDonagh) — 24 min 28 s | 1-0 1-1 2-1      | - Mitchell (Weber, Radoulov) — 18 min 37 s - | Arbitrage : Francis Charron Steve Kozari Juges de lignes : Steve Miller Michel Cormier |
| Lundqvist        | Gardiens                                           | Price            |                                              | Arbitrage : Francis Charron Steve Kozari Juges de lignes : Steve Miller Michel Cormier |
| 6 min            | Pénalités                                          | 4 min            |                                              | Arbitrage : Francis Charron Steve Kozari Juges de lignes : Steve Miller Michel Cormier |
| 32               | Tirs                                               | 24               |                                              | Arbitrage : Francis Charron Steve Kozari Juges de lignes : Steve Miller Michel Cormier |

| 20 avril | Montréal | 2-3 (pr) (2-1, 0-1, 0-0, 0-1) | New York | Centre Bell 21 288 spectateurs |

| Feuille de match | Feuille de match                                                                                   | Feuille de match    | Feuille de match                                                                                            | Feuille de match                                                                       |
| ---------------- | -------------------------------------------------------------------------------------------------- | ------------------- | --- | -------------------------------------------------------------------------------------- |
|                  | Lehkonen (Beaulieu, Galchenyuk) — 12 min 7 s - Gallagher (Markov, Lehkonen) — 16 min 20 s (SN) - - | 1-0 1-1 2-1 2-2 2-3 | - Fast (Zibanejad) — 15 min 56 s (IN) - Skjei (Nash, Vesey) — 38 min 28 s Zibanejad (Kreider) — 74 min 22 s | Arbitrage : Gord Dwyer Marc Joannette Juges de lignes : David Brisebois Pierre Racicot |
| Price            | Gardiens                                                                                           | Lundqvist           | | Arbitrage : Gord Dwyer Marc Joannette Juges de lignes : David Brisebois Pierre Racicot |
| 9 min            | Pénalités                                                                                          | 13 min              | | Arbitrage : Gord Dwyer Marc Joannette Juges de lignes : David Brisebois Pierre Racicot |
| 36               | Tirs                                                                                               | 36                  | | Arbitrage : Gord Dwyer Marc Joannette Juges de lignes : David Brisebois Pierre Racicot |

| 22 avril | New York | 3-1 (0-1, 2-0, 1-0) | Montréal | Madison Square Garden 18 006 spectateurs |

| Feuille de match | Feuille de match | Feuille de match | Feuille de match                               | Feuille de match                                                                            |
| ---------------- | --- | ---------------- | ---------------------------------------------- | ------------------------------------------------------------------------------------------- |
|                  | - Zuccarello (Zibanejad, McDonagh) — 22 min 26 s (SN) Zuccarello (Hayes, Miller) — 33 min 31 s Stepan (Girardi) — 59 min 42 s (CV) | 0-1 1-1 2-1 3-1  | Iemeline (Radoulov, Lehkonen) — 6 min 19 s - - | Arbitrage : Chris Rooney Francois St. Laurent Juges de lignes : Ryan Galloway Brad Kovachik |
| Lundqvist        | Gardiens | Price            |                                                | Arbitrage : Chris Rooney Francois St. Laurent Juges de lignes : Ryan Galloway Brad Kovachik |
| 13 min           | Pénalités | 9 min            |                                                | Arbitrage : Chris Rooney Francois St. Laurent Juges de lignes : Ryan Galloway Brad Kovachik |
| 23               | Tirs | 28               |                                                | Arbitrage : Chris Rooney Francois St. Laurent Juges de lignes : Ryan Galloway Brad Kovachik |

### Statistiques
| Nom                | Poste         | PJ | B | A | Pts | Pun |
| ------------------ | ------------- | -- | - | - | --- | --- |
| Aleksandr Radoulov | Ailier droit  | 6  | 2 | 5 | 7   | 6   |
| Artturi Lehkonen   | Ailier gauche | 6  | 2 | 2 | 4   | 2   |
| Tomas Plekanec     | Centre        | 6  | 1 | 2 | 3   | 0   |
| Shea Weber         | Défenseur     | 6  | 1 | 2 | 3   | 5   |
| Brendan Gallagher  | Ailier droit  | 6  | 1 | 2 | 3   | 8   |
| Alex Galchenyuk    | Centre        | 6  | 0 | 3 | 3   | 4   |
| Phillip Danault    | Centre        | 6  | 0 | 2 | 2   | 2   |
| Jeff Petry         | Défenseur     | 6  | 1 | 0 | 1   | 2   |
| Paul Byron         | Ailier gauche | 6  | 1 | 0 | 1   | 0   |
| Torrey Mitchell    | Centre        | 3  | 1 | 0 | 1   | 0   |
| Alexei Emelin      | Défenseur     | 2  | 1 | 0 | 1   | 2   |
| Andrei Markov      | Défenseur     | 6  | 0 | 1 | 1   | 10  |
| Max Pacioretty     | Ailier gauche | 6  | 0 | 1 | 1   | 7   |
| Nathan Beaulieu    | Défenseur     | 5  | 0 | 1 | 1   | 0   |
| Steve Ott          | Centre        | 6  | 0 | 0 | 0   | 0   |
| Dwight King        | Ailier gauche | 6  | 0 | 0 | 0   | 0   |
| Jordie Benn        | Défenseur     | 6  | 0 | 0 | 0   | 6   |
| Andrew Shaw        | Ailier droit  | 5  | 0 | 0 | 0   | 7   |
| Brandon Davidson   | Défenseur     | 3  | 0 | 0 | 0   | 0   |
| Nikita Nesterov    | Défenseur     | 2  | 0 | 0 | 0   | 0   |
| Andreas Martinsen  | Ailier gauche | 2  | 0 | 0 | 0   | 0   |
| Brian Flynn        | Défenseur     | 1  | 0 | 0 | 0   | 0   |
| Michael McCarron   | Ailier droit  | 1  | 0 | 0 | 0   | 0   |

| Nom         | PJ | V | D | Pr. | Min | BC | Moy  | %Arr | Bl |
| ----------- | -- | - | - | --- | --- | -- | ---- | ---- | -- |
| Carey Price | 6  | 2 | 4 | 0   | 388 | 12 | 1,86 | 93,3 | 0  |

## Repêchage
| No  | Tour | Nom                 | Nationalité | Position  |
| --- | ---- | ------------------- | ----------- | --------- |
| 9   | 1er  | Mikhaïl Sergatchiov | Russie      | Défenseur |
| 70  | 3e   | William Bitten      | Canada      | Centre    |
| 100 | 4e   | Victor Mete         | Canada      | Défenseur |
| 124 | 5e   | Casey Staum         | États-Unis  | Défenseur |
| 160 | 6e   | Michael Pezzetta    | Canada      | Centre    |
| 187 | 7e   | Arvid Henrikson     | Suède       | Défenseur |